# Барнье, Мишель
Мише́ль Жан Барнье́ (фр. Michel Jean Barnier; род. 9 января 1951[…], Ла-Тронш) — французский консервативный политический и государственный деятель, премьер-министр Франции с 5 сентября по 13 декабря 2024 года. Голлист.
Министр иностранных дел Франции в кабинете Жан-Пьера Раффарена с 31 марта 2004 по 5 июня 2005. Европейский комиссар по внутренней торговле с 9 февраля 2010 по 1 ноября 2014 года.

## Биография

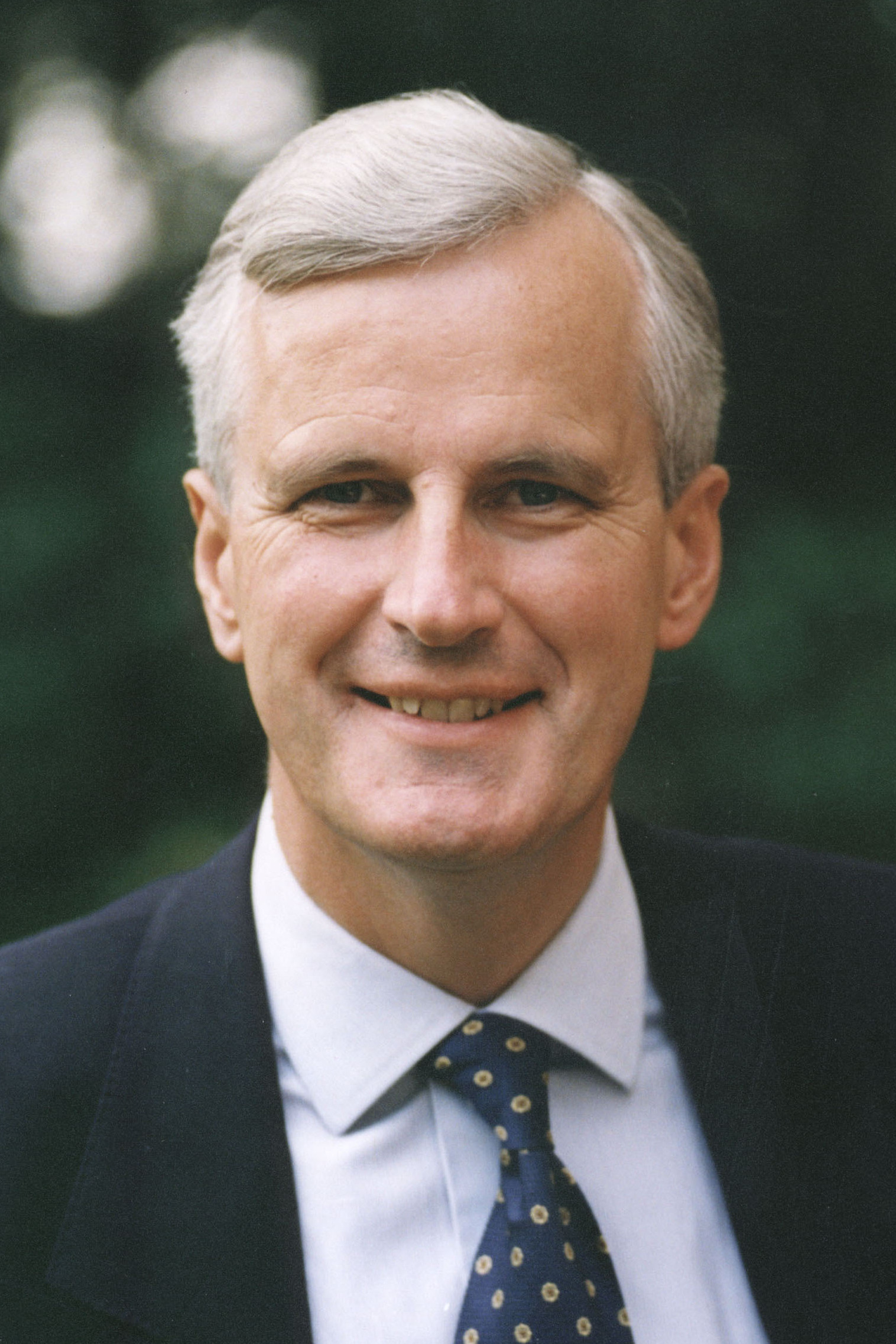
1999 год

Родился 9 января 1951 года в Ла Тронш (департамент Изер), один из троих сыновей в семье. В 1972 году окончил Высшую школу коммерции в Париже.

### Политическая карьера
В 1973 году стал самым молодым депутатом совета департамента Савойя и сохранял этот мандат до 1999 года (с 1982 по 1999 год являлся председателем совета).
Был избран в Национальное собрание в 1978 году и избирался до 1993 года.
Барнье был одним из организаторов зимних Олимпийских игр 1992 года в Альбервиле.
Мишель Барнье был министром охраны окружающей среды с 1993 по 1995 год в кабинете Эдуара Балладюра и Государственным секретарем по европейским делам с 1995 по 1997 год в кабинете Алена Жюппе. Барнье был европейским комиссаром по региональной политике Европейской комиссии возглавляемой Романо Проди с 1999 по 31 марта 2004 когда он занял пост министра иностранных дел Франции в правительстве Жана-Пьера Раффарена. Он занимал пост министра до 2 июня 2005 года, когда после формирования нового правительства Доминика де Вильпена его преемником на посту министра стал Филипп Дуст-Блази.
В марте 2006 года он был избран вице-председателем Европейской народной партии на трехлетний срок. Перестановка французского кабинета, вызванного отставкой Алена Жюппе после парламентских выборов, 19 июня 2007 года было объявлено, что Барнье станет министром сельского хозяйства. 23 июня 2009 года покинул пост министра сельского хозяйства Франции в связи с избранием в Европарламент.
9 февраля 2010 года Барнье был утверждён еврокомиссаром по внутреннему рынку.
В период с 2016 по 2021 год Барнье являлся главным переговорщиком по вопросу выхода Великобритании из Европейского союза.
2 декабря 2022 года проиграл борьбу за выдвижение кандидатом от партии «Республиканцы» на президентских выборах 2022 года, набрав 23,93 % голосов и оставшись на третьем месте после Эрика Сьотти (25,59 %) и Валери Пекресс (25 %).

### Премьер-министр Франции
5 сентября 2024 года в возрасте 73 лет был назначен премьер-министром Франции. Барнье стал самым возрастным премьер-министром Франции в период Пятой республики (ранее во главе правительства не было никого старше 70 лет), Барнье на 38 лет старше предыдущего премьер-министра Габриэля Атталя. Барнье стал первым с 2012 года представителем партии «Республиканцы» во главе правительства Франции (тогда правительство возглавлял Франсуа Фийон из предшествовавшего «Республиканцам» Союза за народное движение). Назначение Барнье премьер-министром вызвало массовые протесты в стране.
2 декабря 2024 года фракции Нового народного фронта и Национального объединения поставили вопрос о доверии правительству после после попытки Барнье провести не получивший парламентской поддержки проект бюджета социального страхования на 2025 год без голосования на основании статьи 49.3 Конституции Франции.
4 декабря 2024 года Национальное собрание большинством в 331 голос при необходимых 288 выразило недоверие правительству Барнье.
5 декабря 2024 года президент Макрон принял отставку правительства Барнье, но попросил его временно остаться на своем посту, до тех пор пока не будет назначен новый глава правительства. 13 декабря 2024 года Макрон назначал Франсуа Байру новым премьер-министром.

## Награды
- В 2008 году удостоен награды Минагрополитики Украины — нагрудный «Знак Почёта»[16].
- Барнье является офицером ордена Почётного легиона.
- Медаль Восточной Республики Уругвай (1997 год, Уругвай)[17].

## Личная жизнь
Женат. Имеет троих детей.